# آرنسبرغ
آرنسبرغ (بالألمانية: Arnsberg) هي بلدة ألمانية تقع في ألمانيا في Hochsauerlandkreis. يقدر عدد سكانها بـ 75,000 نسمة .

## المدن التوأمة
مدن London Borough of Bexley، فوس سور مير [الإنجليزية]، ديفينتر، ألبا يوليا، أولينسو وكالتاجيروني هي مدن توأمة لـآرنسبرغ.

## أعلام
- أنوشكا تيشير
- اندريا فيشر
- فريدريش أدولف ساور
- لوثار كولاتز
- دافيد زاياس
- فرتز كريمر
- هاينز كامينسكي